# 통영교통
통영교통(統營交通)은 경상남도 통영시의 시내버스 업체이며 대표자는 조옥환(曺玉煥)이다. 본사는 경상남도 통영시 광도면 남해안대로 1130-10에 있다.

## 역사
2006년 8월 25일에 면허를 부여받고 본래 부산교통과 영화여객으로 운영되던 통영시내부를 부산교통에서 29대를 분리하고 영화여객 전체 2대를 흡수하여 31대를 통영교통으로 이관하였다. 부산교통, 대한여객, 영화여객, 사천시의 시내버스 업체인 삼포교통 등이 모두 같은 계열사이며 통영시내버스 부산교통과 공동운수협정을 맺고 공동 배차와 차고지 공동 사용을 하고 있다. 2007년 12월에 통영 부산교통 노후 차량 5대를 말소하고 신차 5대를 이관 시키면서 36대의 버스를 보유하게 되었다.

## 운행 노선
시내 노선에는 모두 타 업체와 함께 공동 배차에 참여하고 있으며, 부산교통, 신흥여객과 함께 1달 간격으로 순환하면서 배차에 참여하고 있다.